# Lontong
Le lontong est un gâteau de riz compressé en forme de cylindre et enveloppé dans une feuille de bananier, que l'on trouve couramment en Indonésie, Malaisie et Singapour. Le riz enroulé dans une feuille de bananier puis bouilli et coupé en morceaux est un accompagnement de remplacement du riz cuit classique. En Malaisie, on l'appelle nasi himpit (« riz enserré » en malais). La plus petite taille de lontong, farci de légumes (carotte, haricot et pomme de terre) et parfois avec de la viande, est mangé en snack. La texture est similaire aux ketupat, à la différence que ces derniers sont réalisés avec des janur (feuilles de jeune cocotier), tandis que le lontong utilise des feuilles de bananier.
Le plat est servi froid ou à température ambiante avec des plats à base de sauce arachide tels que le gado-gado, karedok, ketoprak, ou des sate. Il peut accompagner des soupes de lait de coco, comme les soto, gulai et autres currys, et sert d'alternative aux vermicelles.

## Fabrication du lontong

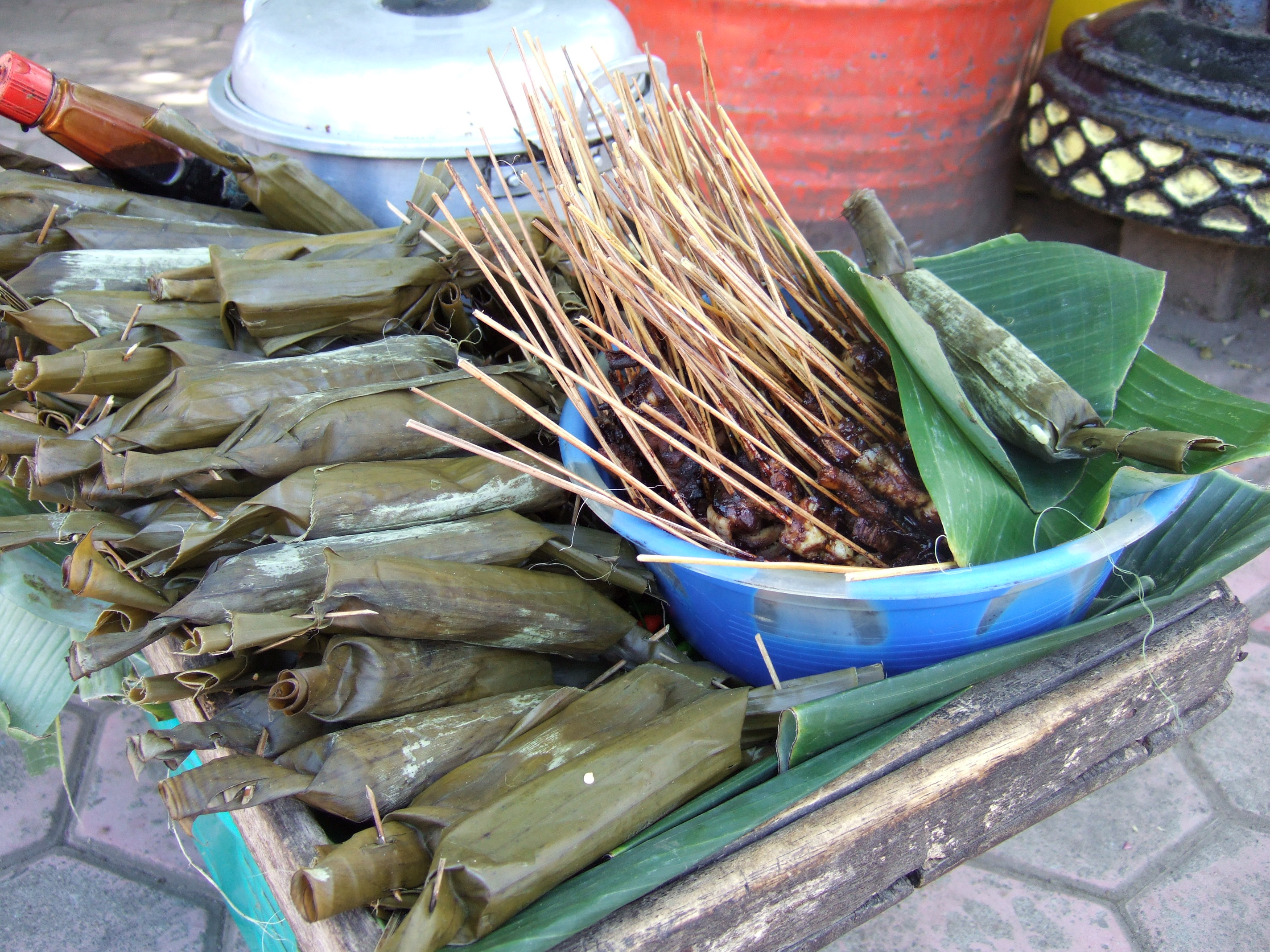
Lontong et saté.

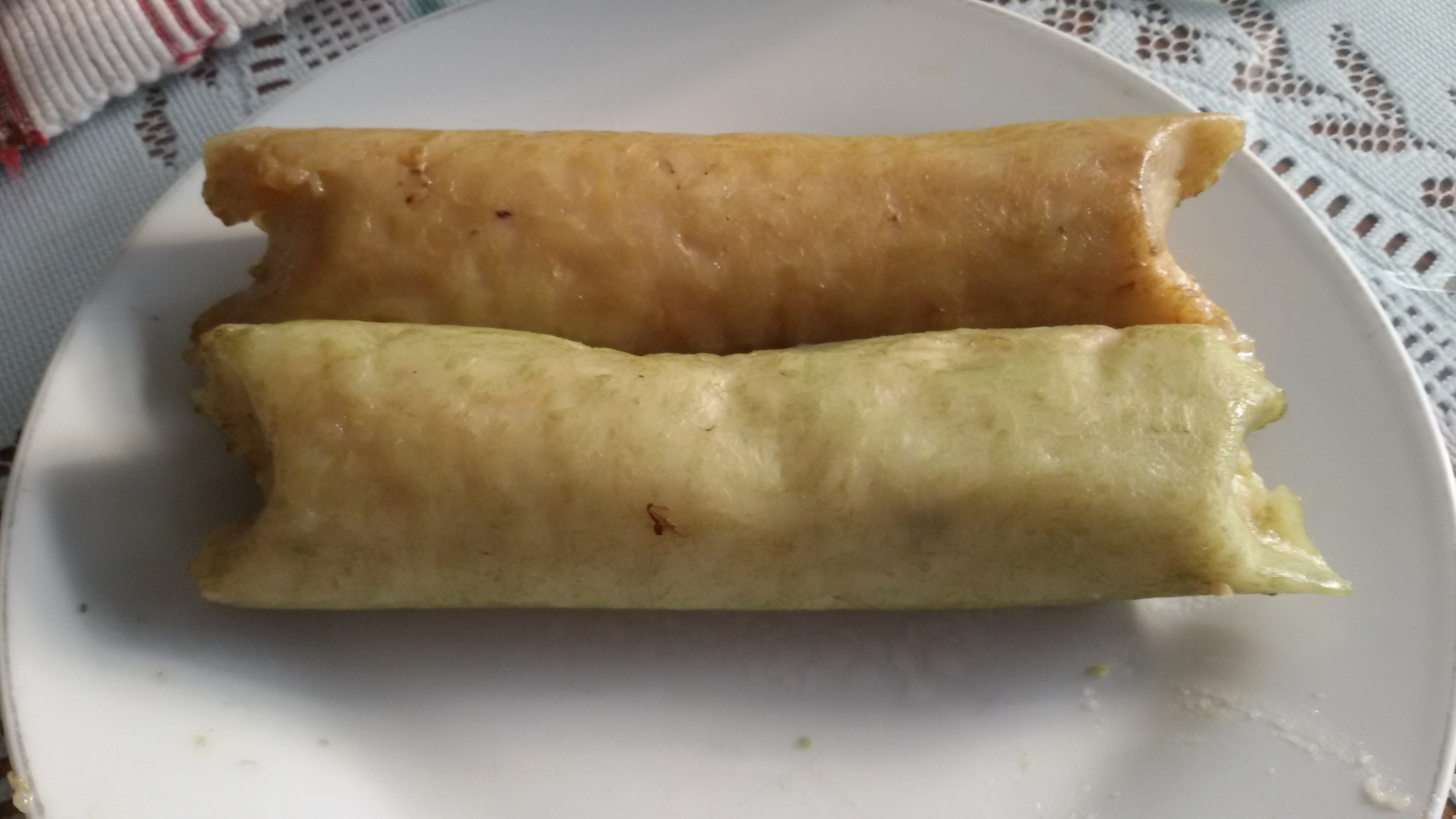
Lontong non enroulés. Les variations de couleurs dépendent de la feuille de bananier utilisée.

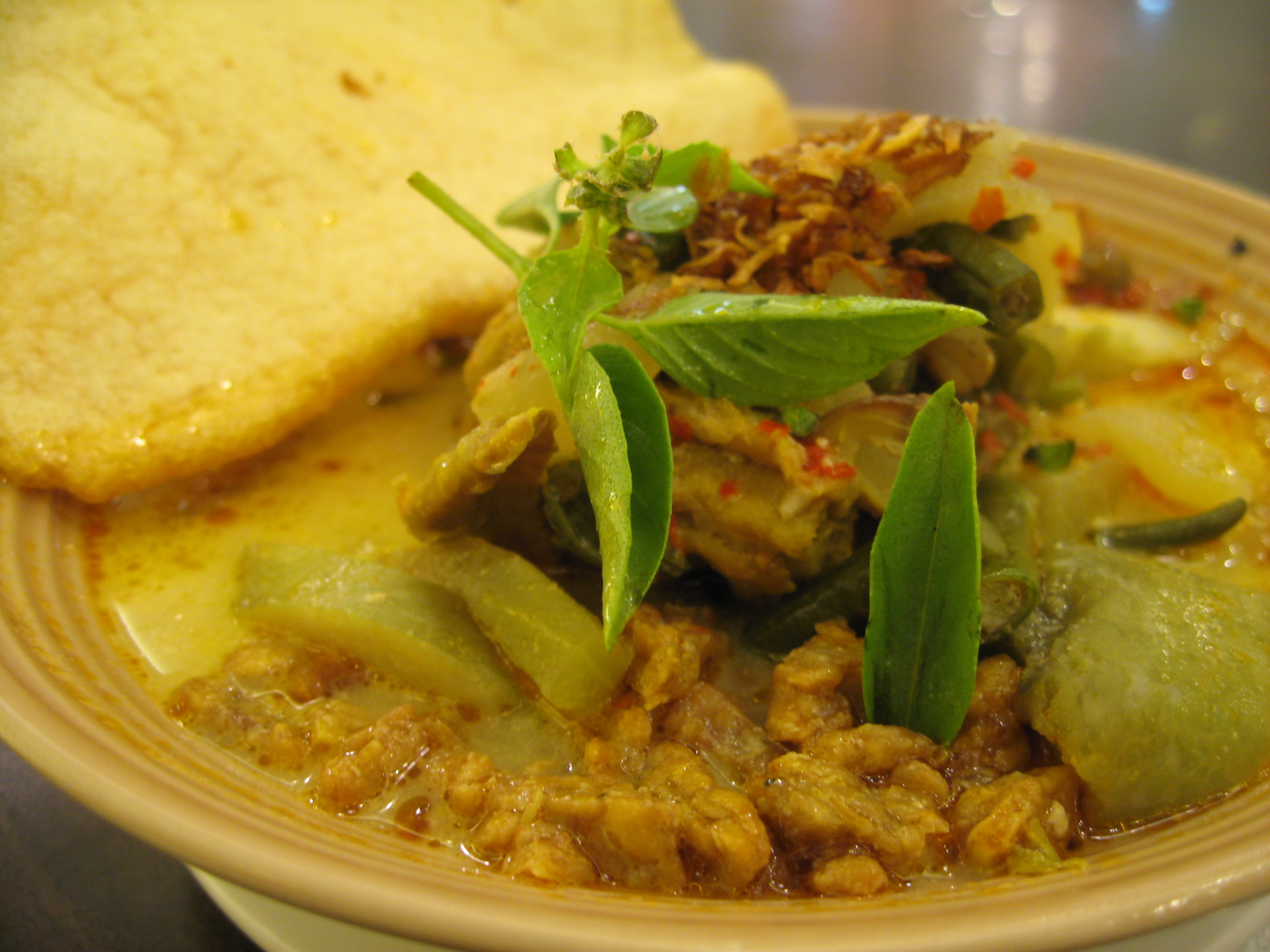
Lontong Cap go meh.

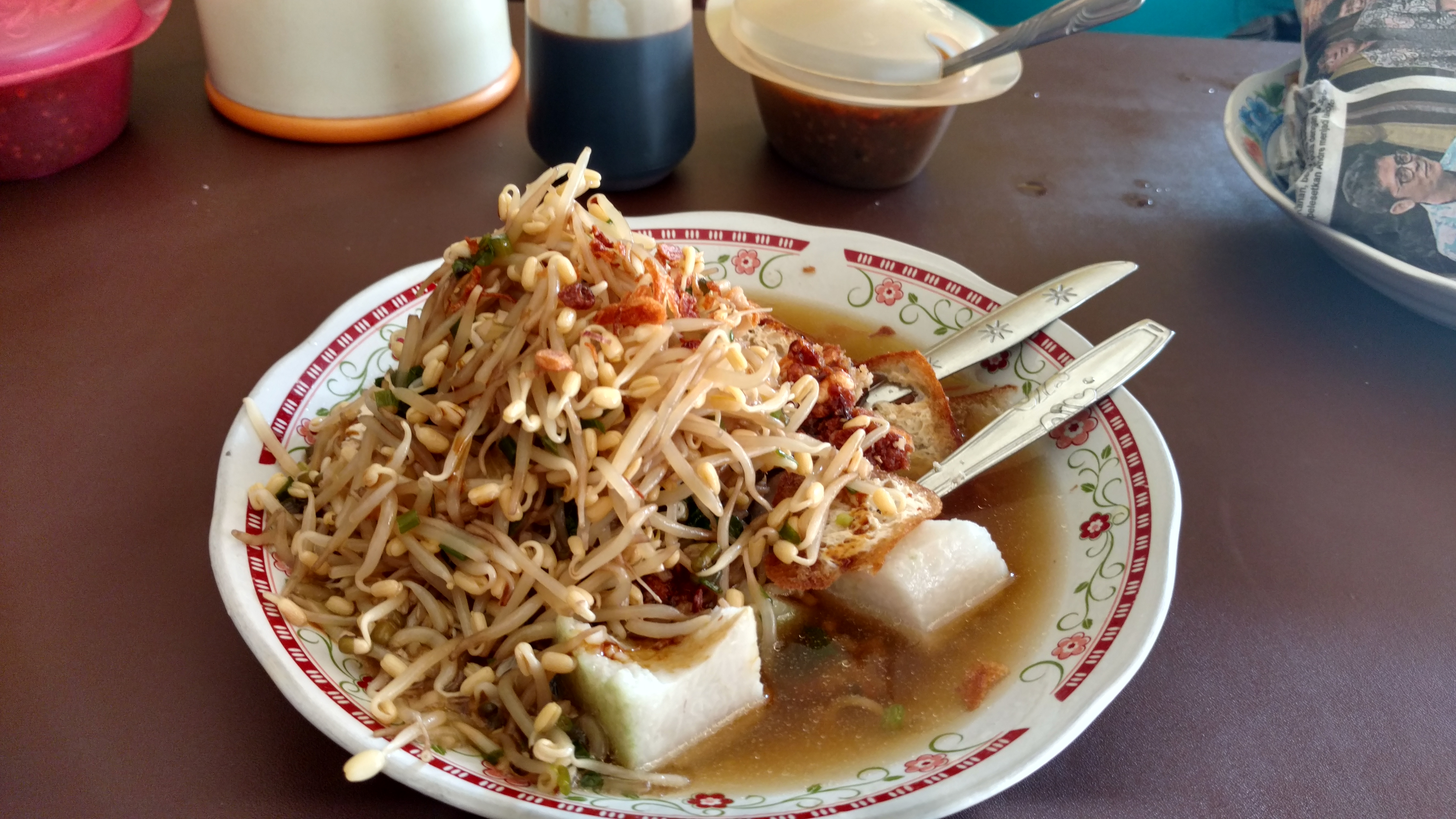
Lontong balap à Surabaya.

## Variétés delontong
Comme le riz, le goût du lontong est relativement neutre, ce sont donc les autres ingrédients qui lui donneront de la saveur, à travers les sauces et les épices. Accompagnement alternatif au riz bouilli, on le retrouve principalement avec de la sauce arachide ou dans des soupes de lait de coco.

### Indonésie
En Indonésie, surtout chez les Betawi, les lontong sont servis en lontong sayur, à savoir coupés en morceaux dans une soupe de lait de coco avec du chayote, tempeh, tofu, des œufs durs, sambal et kerupuk. Le lontong sayur est un petit déjeuner de prédilection avec le bubur ayam et le nasi goreng. Le lontong kari est servi dans une soupe de curry de poulet et légumes.
La recette de lontong la plus élaborée est le lontong Cap go meh, une adaptation peranakan des Chinois d'Indonésie. Le lontong est servi avec des plats tels que opor ayam, sayur lodeh, sambal goreng ati (foie de bœuf et sambal), telur pindang, abon (viande de bœuf) et koya powder (mélange de soja et poudre de crevette). Le lontong Cap go meh est généralement dégusté par la communauté chinoise durant la célébration du Cap go meh.
Une autre recette de lontong est le lontong kupang et le lotong balap de Surabaya et Sidoarjo dans la province de Java oriental. Le lontong kupang est fait avec des palourdes, tandis que le lontong balap est à base de pousses de soja, de tofu frit, du lentho (pâte de haricot frite), des échalotes, du sambal et de la sauce soja sucrée.
Dans la province de Sumatra occidental, un plat minang de Padang Pariaman est appelé lontong gulai pakis ; les lontong sont servis avec une bouillie de jeunes feuilles de fougères et accompagnés d'œuf dur et de kerupuk jangek ou kerupuk kulit (chips de peau de bœuf).
En snack, de plus petits lontong sont fourrés d'une brunoise de légumes (carotte, pomme de terre, haricot) assaisonnée de sel et de piment rouge, ou parfois fourrés d'abon. Ce snack est appelé arem-arem en javanais, et simplement lontong dans le reste de l'Indonésie.

### Malaisie et Singapour
Les lontong sont coupés en plus petits morceaux, et appelés nasi himpit (riz compressé). Le terme lontong en Malaisie et à Singapour désigne un plat de gâteau de riz dans une soupe de lait de coco, comme le sayur lodeh qui contient des crevettes et des légumes (chou, carotte, navet). Des accompagnements sont ensuite rajoutés durant la cuisson ou servis séparément, tels que : tofu, pousses de soja, œuf dur, sambal, noix de coco, poulet, etc.